# Maskerwever
De maskerwever (Ploceus velatus) is een zangvogel en komt voor in zuidelijk Afrika. De vogel behoort tot de wevers (Ploceidae) en is circa 15 cm lang.

## Kenmerken
In broedtijd is het lijfje van het mannetje geel, de vleugels olijfbruin en het gezicht zwart. Het vrouwtje is lichtgeel tot lichtbruin.

## Broedgedrag
De vogel broedt in kleine groepjes, het mannetje bouwt nesten voor verscheidene vrouwtjes. Het nest is een keurig geweven bolletje van grassprieten of stroken palmblad.

## Verspreiding en leefgebied
De soort telt 3 ondersoorten:
- P. v. velatus: van zuidelijk Angola tot Mozambique en zuidelijk Zuid-Afrika.
- P. v. nigrifrons: oostelijk Zuid-Afrika.
- P. v. peixotoi: Sao Tomé.